# Lebia pumila
Lebia pumila är en skalbaggsart som beskrevs av Pierre François Marie Auguste Dejean. Lebia pumila ingår i släktet Lebia och familjen jordlöpare. Inga underarter finns listade i Catalogue of Life.